# Parmakanthion profundum
Parmakanthion profundum – gatunek chrząszcza z rodziny kózkowatych i podrodziny zgrzypikowych. Jedyny przedstawiciel rodzaju Parmakanthion.

## Zasięg występowania
Gatunek ten występuje w Hondurasie.